# رگیومنتانوس
یوهانس مولر فن کونیگزبرگ (آلمانی: Johannes Müller von Königsberg؛ ۶ ژوئن ۱۴۳۶ – ۶ ژوئیهٔ ۱۴۷۶) یک ریاضی‌دان، اخترشناس، و اختربین، مترجم و اسقف کاتولیک اهل آلمان بود.
از جمله کارهای او رصد دنباله‌دار سال ۱۴۷۲ و تلاش برای اندازه‌گیری فاصله و اندازهٔ آن بود.